# Jan Kochanowski
Jan Kochanowski   (Sycyna Północna, 1530 - Lublin, 22 d'agost de 1584) fou un gran poeta, traductor i escriptor del Renaixement i de l'Humanisme a Polònia. Se'l considera com el poeta polonès més important del període anterior al segle xix, així com el pare de la poesia lírica polonesa.

## Biografia
Fill de Piotr Kochanowski, magistrat de la ciutat de Sandomierz, va néixer a Sycyna, prop de Radom. No se'n sap gaire cosa, de la seva infantesa, però sí que quan tenia 14 anys ja tenia un llatí prou fluid d'acord amb l'ensenyament que li tocava, i poc després va anar a Cracòvia a estudiar a l'Acadèmia de Cracòvia (l'actual Universitat Jagellònica).
Graduat el 1547 amb 17 anys, va anar a la Universitat de Königsberg, al Ducat de Prússia (l'actual Kaliningrad), i més endavant a la Universitat de Pàdua, a Itàlia. És aquí, a Pàdua, on entrà en contacte amb el gran mestre humanista Francesco Robortello. Finalment, va acabar aquest període d'estudis i viatges amb una estada a França, on va conèixer el poeta Pierre de Ronsard.
El 1559 Kochanowski torna a Polònia convertit en tot un poeta de l'Humanisme i del Renaixement. Va passar els següents quinze anys a la cort del rei Segimon II August com a secretari reial i secretari de la cancelleria.
El 1574 s'estableix a Czarnolas per dur una vida tranquil·la en una hisenda. El 1575 es casa amb Dorotea Podlodowska, amb qui va tenir set fills. És a Czarnolas on va escriure les seves obres més importants, com Acomiadament dels enviats grecs (1578) i Lamentacions (1580).
Finalment, va morir el 22 d'agost de 1584 a Lublin.

## Obra
Els seus inicis com a escriptor foren en llatí i segons els models literaris dels poetes antics llatins i grecs. Tanmateix, seguint l'esperit renaixentista va passar a escriure en polonès, que en la seva obra va aconseguir la maduresa com a llengua literària. Introduí en la poesia polonesa diversos gèneres com ara el cant (Pieśni), la bagatel·la (Fraszki) i el plany (Treny). També és l'autor del primer i únic drama renaixentista polonès «Odprawa posáów greckich» (L'acomiadament dels emisaris grecs), obra en la que experimentà, tant en l'aspecte mètric (utilització del vers sil·labotònic i vers blanc) com en la construcció dramàtica.
Kochanovski representa la postura del poeta humanista, amb afirmació de la vida a través de la bellesa (Cants), de la comicitat (Bagatel·les) i de la tragèdia (Planys). Cap dels poetes anteriors ni dels següents dos-cents anys no el van superar ni igualar en l'amplitud de visió, en originalitat dels temes ni en la perfecta expressió artística. Fou un poeta d'una sensibilitat alhora profunda i directa, en qui la inspiració rivalitza amb les formes imposades per les convencions de l'època.